# トシュチニェツ文化

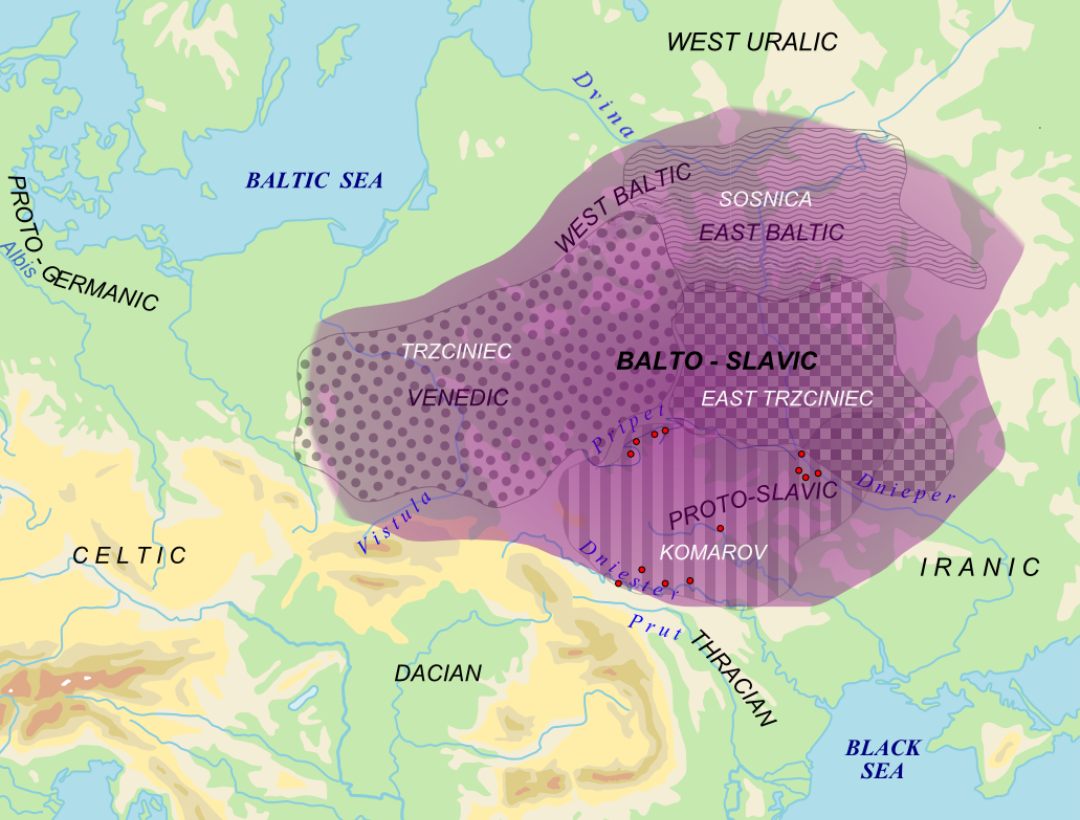
トシュチニェツ文化。
西部群（TRZCINIEC）と東部群（EAST TRZCINIEC）がある。
南部にはコマロフ文化（KOMALOV）がある。
両文化を合わせてトシュチニェツ・コマロフ文化複合と呼ばれ、プロト・スラヴ人の文化と考えられている。

トシュチニェツ文化（トシュチニェツぶんか、英語: Trzciniec culture）は、中央ヨーロッパ東部から東ヨーロッパ西部、オドラ川西岸一帯からドニエプル川中流域にかけての広い地域に存続した先史時代文化。中心地はポーランド。紀元前1700年から紀元前1200年にかけての青銅器時代の文化。銅器時代の球状アンフォラ文化とほぼ同じ地域で、西北端部はエルベ川でなく、より東のオドラ川となっている。
東部地方ではのちのチェルノレス文化に直接つながっているため、トシュチニェツ文化はスラヴ語派の社会の発展段階において非常に重要な意味があると考えられる。一般的に、トシュチニェツ文化はその南東のコマロフ文化とともにトシュチニェツ・コマロフ文化複合として扱われ、この文化複合はプロト・スラヴ人（スラヴ語派形成の中核となった古代言語の話し手の総称）のものと考えられている。

## 遺跡
トシュチニェツ文化の遺跡は主としてポーランド各地、特にクヤヴィ＝ポモージェ県、マウォポルスカ県、マゾフシェ県、ポドラシェ県南部などで発見されており、そのほかウクライナ西部でもよく発見されている。もっともよく知られた住居遺跡はシフィェンティクシシュ県のピンチュフ郡ズウォタ村（Złota）とヴェンツワヴィツェ村（Więcławice）、マウォポルスカ県コツミシュフ・ルボシツァ郡ゴシツェ村（Goszyce, Lesser Poland Voivodeship）、ルブリン県アダムフ郡ボンディシュ村（Bondyrz）など。ボンディシュ村の住居遺跡の近くのザモシチ郡ズヴィェシニェツ村グチュフ地区（Guciów）には有名なクルガン墳墓がある。先に挙げたシフェンティクシシュ県ピンチュフ郡ズウォタ村のスタヴィシュツェ地区（Stawiszyce）とウッチ県ラヴァ郡ラヴァ・マゾヴィエツカ町（Rawa Mazowiecka）の遺跡では金や銀の装飾品をはじめとした重要な財宝が発掘された。

## 特徴
村落は10-15戸の家が集まって形成され、どれも湖のほとりにある。家の大きさは10x5mほど。混合農業で、家畜は牛が多く、ついで豚。青銅とフリント（石英の一種）の道具（鎌など）を使用していた。陶器には縄目文土器文化時代の大昔から受け継いだ特徴がみられる。
土葬と火葬の両方の習慣があり、平坦な墓地がこの文化の特徴であると考えられていた。しかしヴィエルコポルスカ県シロダ・ヴィエルコポルスカ郡ノヴェ・ミャスト・ナド・ヴァルトン村ヴォリツァ・ノヴァ地区（Wolica Nowa）ではこの文化のクルガン墳墓が見つかったのを契機に、他にもこの文化に属するクルガン墳墓が発見されている。ウッチ県シェラヅ郡ブウァシュキ村ウブナ・ヤクシ地区（Łubna-Jakusy）のクルガン墳墓は土葬墓であることがわかっているが、先に挙げたグチュフ村のクルガン墳墓は火葬墓であった。これらは家族墓と見られる。墳墓の中央に男性が埋葬されていることは、この文化の担い手の社会が父系制であったことを示している。

## 起源と後継の文化

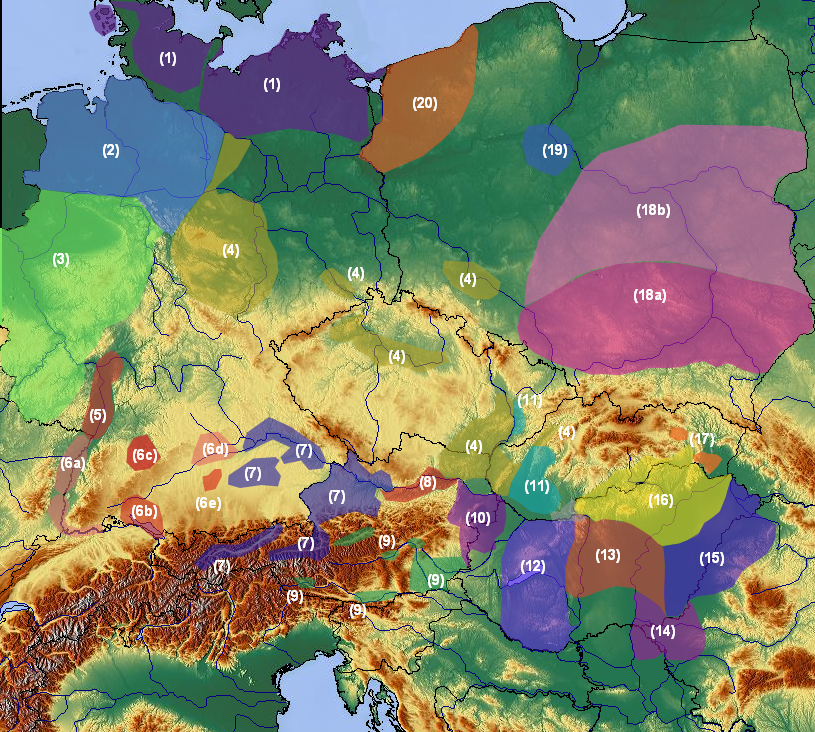
ミェシャノヴィツェ文化（Mierzanowice culture）はピンクの地域。18aは南群（濃いピンク）、18bは北群（淡いピンク）。19はドブレ群。

トシュチニェツ文化は、中央ヨーロッパで縄目文土器文化から発展していたウーニェチツェ文化のうちの東方群の諸地方文化のうちミェシャノヴィツェ文化（Mierzanowice culture）、ストシジョフスカ文化（Strzyżowska culture）、イヴィエンスカ文化（Iwieńska culture）、ドブレ群（Dobre group）から発展した。
ストシジョフスカ文化とイヴィエンスカ文化はミェシャノヴィツェ文化の北群にまとめられる場合がある。この分類の場合、広義のミェシャノヴィツェ文化はトシュチニェツ文化西部群と同じものを指す。
ポーランド中部から南東部にかけてに広く発展したトシュチニェツ文化西部群（すなわち広義のミェシャノヴィツェ文化）は、地理的には「西部群」はあるが、文化的にはトシュチニェツ文化の中心部。これは現在のポーランドとウクライナやベラルーシの国境地帯であるブク川（西ブーフ川）中流部で東部群と接する。この西部群では、ウッチ市のあたりの地方から次第に骨壺墓地文化の東部群であるルサチア文化（ラウジッツ文化）が始まり、ポーランド一帯へ徐々に拡大していった。
東部群の広がっていた地域は「北カルパチア墳墓文化」とも呼ばれ、これは地域によってベログルードフ文化やコマロフ文化の段階からチェルノレス文化に移行したと考えられている。実際に、地理的にはチェルノレス文化の社会の中心と思われる地域と一致している。
すなわち、ポーランド一帯に広まったルサチア文化は、プロトスラヴ系の東方の要素とプロトゲルマン系の西方の要素を色濃く併せ持つ、独特の地方文化として発展した。この辺りは現代のポーランドに至るまで、東方諸文化と西方諸文化が常に融合する独特の地域。